# Ciclisme als Jocs Olímpics d'estiu de 1904 - 25 milles
La cursa de les 25 milles va ser una de les proves de ciclisme en pista que es van disputar als Jocs Olímpics de Saint Louis de 1904. És l'única vegada que s'ha disputat aquesta prova en uns Jocs Olímpics. La prova es va disputar el 3 d'agost de 1904, prenent-hi part 10 ciclistes, tots dels Estats Units.

## Medallistes
| Or             | Plata             | Bronze          |
| Burton Downing | Arthur F. Andrews | George E. Wiley |

## Resultats

### Final
Sols quatre dels deu participants van finalitzar la cursa de les 25 milles.
| Posició | Ciclista           | Temps        |
| ------- | ------------------ | ------------ |
| Or      | Burton Downing     | 1h 10' 55,4" |
| Plata   | Arthur F. Andrews  | desconegut   |
| Bronze  | George E. Wiley    | desconegut   |
| 4.      | Samuel LaVoice     | desconegut   |
| —       | Teddy Billington   | no finalitza |
| —       | Oscar Goerke       | no finalitza |
| —       | Marcus Hurley      | no finalitza |
| —       | Julius Scheafer    | no finalitza |
| —       | Charles Schlee     | no finalitza |
| —       | Anthony Williamson | no finalitza |